# Kaiky Naves
Kaiky Marques Naves (Santos, 8 maggio 2002) è un calciatore brasiliano, centrocampista dell'Alverca in prestito dal Palmeiras.

## Carriera
Naves ha iniziato la carriera nel settore giovanile del Santos inizialmente nella squadra di futsal. Nel 2015 è passato al Portuguesa Santista e due anni dopo si è trasferito al Palmeiras.
Il 4 luglio 2019 ha firmato il suo primo contratto professionistico con il club biancoverde, valido fino al 2022. Ha debuttato in prima squadra il 6 dicembre 2021 giocando titolare nell'incontro di Série A pareggiato 0-0 contro l'Athl. Paranaense. Il 9 maggio 2022 ha prolungato il contratto fino al 2025.

## Statistiche

### Presenze e reti nei club
Statistiche aggiornate al 10 ottobre 2023.
| Stagione        | Squadra         | Campionato      | Campionato | Campionato | Coppe nazionali | Coppe nazionali | Coppe nazionali | Coppe continentali | Coppe continentali | Coppe continentali | Altre coppe | Altre coppe | Altre coppe | Totale | Totale | Totale |
| Stagione        | Squadra         | Comp            | Pres       | Reti       | Comp            | Pres            | Reti            | Comp               | Pres               | Reti               | Comp        | Pres        | Reti        | Pres   | Reti   |        |
| --------------- | --------------- | --------------- | ---------- | ---------- | --------------- | --------------- | --------------- | ------------------ | ------------------ | ------------------ | ----------- | ----------- | ----------- | ------ | ------ | ------ |
| 2021            | Palmeiras       | A1/SP+A         | 0+2        | 0          | CB              | 0               | 0               |                    | -                  | -                  |             | -           | -           | 2      | 0      |        |
| 2022            | Palmeiras       | A1/SP+A         | 0+2        | 0          | CB              | 0               | 0               | CL                 | 0                  | 0                  | RS          | 0           | 0           | 2      | 0      |        |
| 2023            | Palmeiras       | A1/SP+A         | 1+5        | 0          | CB              | 1               | 0               | CL                 | 2                  | 0                  | SB          | 0           | 0           | 9      | 0      |        |
| Totale carriera | Totale carriera | Totale carriera | 10         | 0          |                 | 1               | 0               |                    | 2                  | 0                  |             | 0           | 0           | 13     | 0      |        |

## Palmarès

### Club

#### Competizioni statali
- Campionato paulista: 3

Palmeiras: 2022, 2023, 2024

#### Competizioni nazionali
- Campionato brasiliano: 2

Palmeiras: 2022, 2023
- Supercoppa del Brasile: 1

Palmeiras: 2023

#### Competizioni internazionali
- Recopa Sudamericana: 1

Palmeiras: 2022